# Arne Ingemann
Arne Gustaf Ingemann, född 23 februari 1932 i Stockholm, död 1 februari 1991, var en svensk målare.
Ingemann studerade vid olika privata konstskolor. Hans konst bestod av figurmotiv, landskap och stilleben, ofta i kraftigt uppdriven färg. 